# NACE
NACE (Национальная ассоциация инженеров-коррозионистов, англ. National Association of Corrosion Engineers), штаб-квартира — Хьюстон, США). NACE является законодателем и основным разработчиком стандартов и другой нормативной документации в области испытаний и аттестации материалов для нефтегазодобывающей и перерабатывающей отраслей промышленности. Ассоциация организована в 1943 году. По данным на 2008 годов в организации состоит 20 312 членов по всему миру. Основные направления деятельности — катодная защита, индустриальные покрытия и подбор химически стойких материалов.
NACE печатает журналы Materials Performance (MP) and Corrosion. NACE